# Parafia Ducha Świętego w Gliwicach-Ostropie
Parafia Ducha Świętego – rzymskokatolicka parafia znajdująca się w Gliwicach-Ostropie. Parafia należy do dekanatu Gliwice-Łabędy (poprzednio, do 25 marca 2019 r. - do dekanatu Gliwice-Ostropa), w diecezji gliwickiej, metropolii katowickiej.

## Historia parafii
Parafia została erygowana w 1807 roku.

## Duszpasterze

### Proboszczowie
- ks. Johann Langer (1845–1869),
- ks. Gustav Hawlitschka (1869–1899),
- ks. Amand Ballon (1899–administrator)
- ks. Antoni Czajka (1899–1911),
- ks. Leopold Maruszczyk (1911–1928),
- ks. Brunno Pattas (1928–1929 administrator)
- ks. Adrian Pilot (1929–1961),
- ks. Ryszard Salańczyk (1961–2000),
- ks. Józef Kara (2000–2008),
- ks. Michał Wilner (2008–nadal).